# Élections sénatoriales de 2017 dans les Yvelines
Les élections sénatoriales dans les Yvelines ont lieu le dimanche 24 septembre 2017. Elles ont pour but d'élire les sénateurs représentant le département au Sénat pour un mandat de six ans.
Le président du Sénat, Gérard Larcher, tête de liste, est candidat à sa réélection. Sa liste LR-UDI remporte une majorité absolue des voix.

## Contexte départemental
Lors des élections sénatoriales de 2011 dans les Yvelines, six sénateurs ont été élus selon un mode de scrutin proportionnel : deux PS, trois UMP et une DVD (sur la même liste que les UMP).
Depuis, tous les effectifs du collège électoral des grands électeurs ont été renouvelés, avec les élections législatives de 2017, les élections régionales de 2015, les élections départementales de 2015 et les élections municipales de 2014.

## Sénateurs sortants
| Sénateur | Sénateur             | Parti | Fonctions lors de l'élection en 2011                       |
| -------- | -------------------- | ----- | ---------------------------------------------------------- |
|          | Catherine Tasca      | PS    | Sénatrice sortante                                         |
|          | Philippe Esnol       | PRG   | Conseiller général, maire de Conflans-Sainte-Honorine      |
|          | Gérard Larcher       | LR    | Sénateur sortant, maire de Rambouillet, président du Sénat |
|          | Sophie Primas        | LR    | Sénatrice sortante, maire d'Aubergenville                  |
|          | Alain Gournac        | LR    | Sénateur sortant, maire du Pecq                            |
|          | Marie-Annick Duchêne | LR    | Première adjointe au maire de Versailles                   |

## Présentation des listes et des candidats
Les nouveaux représentants sont élus pour une législature de 6 ans au suffrage universel indirect par les 2 918 grands électeurs du département. Dans les Yvelines, les sénateurs sont élus au scrutin proportionnel plurinominal. Leur nombre reste inchangé, six sénateurs sont à élire et huit candidats doivent être présentés sur la liste pour qu'elle soit validée. Chaque liste de candidats est obligatoirement paritaire et alterne entre les hommes et les femmes. Plusieurs listes seront déposées dans le département. Elles sont présentées ici dans l'ordre de leur dépôt à la préfecture et comportent l'intitulé figurant aux dossiers de candidature.

### «Liste bleu marine pour la défense de nos communes et de nos départements» (FN)
| N° | Candidats | Candidats               | Parti | Principale fonction                                                                                       |
| -- | --------- | ----------------------- | ----- | --- |
| 01 |           | Laurent Morin           | FN    | Premier adjoint au maire de Mantes-la-Ville et conseiller communautaire à la CU Grand Paris Seine et Oise |
| 02 |           | Monique Fuhrer-Moguerou | FN    | Adjointe au maire de Mantes-la-Ville et conseillère communautaire à la CU Grand Paris Seine et Oise       |
| 03 |           | Thierry Perez           | FN    | Conseiller municipal de Versailles                                                                        |
| 04 |           | Yasmine Benzelmat       | FN    | Conseillère régionale                                                                                     |
| 05 |           | Didier Rouxel           | FN    | Conseiller municipal de Saint-Germain-en-Laye                                                             |
| 06 |           | Karyne Gaudin           | FN    | Conseillère municipale de Conflans-Sainte-Honorine                                                        |
| 07 |           | Jean-Luc Gallais        | FN    | |
| 08 |           | Mathilde Androuët       | FN    | Conseillère régionale                                                                                     |

### «Ensemble en marche, pour les Yvelines» (LREM)
| N° | Candidats | Candidats            | Parti | Principale fonction                           |
| -- | --------- | -------------------- | ----- | --------------------------------------------- |
| 01 |           | Martin Lévrier       | LREM  | Conseiller municipal de Versailles            |
| 02 |           | Anne Grignon         | MoDem | Maire de Lévis-Saint-Nom                      |
| 03 |           | Michel Dupart        | MoDem | Conseiller municipal de Poissy                |
| 04 |           | Katia Lefeuvre       | LREM  | Conseillère municipale de Villennes-sur-Seine |
| 05 |           | Frédéric Spangenberg | LREM  | Adjoint au maire de Triel-sur-Seine           |
| 06 |           | Virginie Rolland     | LREM  | Adjointe au maire d'Auffargis                 |
| 07 |           | Jacques Guérin       | LREM  | Maire de Gommecourt                           |
| 08 |           | Chaïness Taleb       | LREM  | Actuaire dans une compagnie d'assurance       |

### «Une équipe pour toutes les Yvelines» (LR)
| N° | Candidats | Candidats        | Parti | Principale fonction                                       |
| -- | --------- | ---------------- | ----- | --------------------------------------------------------- |
| 01 |           | Gérard Larcher   | LR    | Sénateur sortant, président du Sénat                      |
| 02 |           | Sophie Primas    | LR    | Sénatrice sortante, maire d'Aubergenville                 |
| 03 |           | Alain Schmitz    | LR    |                                                           |
| 04 |           | Marta de Cidrac  | LR    | Adjointe au maire de Saint-Germain-en-Laye                |
| 05 |           | Michel Laugier   | UDI   | Conseiller départemental, maire de Montigny-le-Bretonneux |
| 06 |           | Toine Bourrat    | LR    | Maire de Saint-Rémy-l'Honoré                              |
| 07 |           | Bruno Marmin     | LR    | Maire de Rosay                                            |
| 08 |           | Laurence Bernard | LR    | Maire du Pecq                                             |

### «Renouveau en Yvelines» (DVD)
| N° | Candidats | Candidats              | Parti | Principale fonction                         |
| -- | --------- | ---------------------- | ----- | ------------------------------------------- |
| 01 |           | Jean-Frédéric Berçot   | LR    | Conseiller municipal de Poissy              |
| 02 |           | Sabine Denizot         | DVD   | Ingénieur et chef de projet chez Airbus     |
| 03 |           | Stéphane Dassé         | UDI   | Conseiller municipal à La Celle-Saint-Cloud |
| 04 |           | Stéphanie Van Dersteen | LR    | Conseillère municipale de Plaisir           |
| 05 |           | Grégory Mars           | DVD   | Consultant en écologie                      |
| 06 |           | Catherine Bertin       | LR    | Conseillère municipale du Vésinet           |
| 07 |           | Altaaf Jivraj          | DVD   | Chef d'entreprise                           |
| 08 |           | Sylvaine Lefebvre      | LR    | Conseillère municipale de Poissy            |

### «Ensemble pour notre territoire» (divers)
| N° | Candidats | Candidats            | Parti | Principale fonction                              |
| -- | --------- | -------------------- | ----- | ------------------------------------------------ |
| 01 |           | Philippe Esnol       | PRG   | Sénateur sortant                                 |
| 02 |           | Sandrine dos Santos  | UDI   | Adjointe au maire de Poissy                      |
| 03 |           | Jean-François Tassin | UDI   | Adjoint au maire de Maisons-Laffitte             |
| 04 |           | Atika-Hayet Morillon | MoDem | Adjointe au maire de Mantes-la-Jolie             |
| 05 |           | Bruno Tranchant      | PRG   | Conseiller municipal de Rambouillet              |
| 06 |           | Agnès Cerighelli     | LREM  | Conseillère municipale de Saint-Germain-en-Laye  |
| 07 |           | Farid Hatik          | PS    | Conseiller municipal de Conflans-Sainte-Honorine |
| 08 |           | Isabelle Genevelle   | LR    | Adjointe au maire de Saint-Cyr-l'École           |

### «Nos territoires au cœur du projet national» (MoDem-UDI)
| N° | Candidats | Candidats         | Parti | Principale fonction                                                           |
| -- | --------- | ----------------- | ----- | ----------------------------------------------------------------------------- |
| 01 |           | Philippe Geslan   | UDI   | Maire de Méricourt, président de l'Association des maires ruraux des Yvelines |
| 02 |           | Huguette Fouché   | MoDem | Conseillère régionale, adjointe au maire de Montesson                         |
| 03 |           | Laurent Mazaury   | UDI   | Adjoint au maire d'Élancourt                                                  |
| 04 |           | Anne Lavagne      | MoDem | Conseillère municipale de Maisons-Laffitte                                    |
| 05 |           | Patrice Forget    | MoDem | Conseiller municipal de La Celle-Saint-Cloud                                  |
| 06 |           | Tchérylène Mairet | UDI   | Conseillère municipale de Poissy                                              |
| 07 |           | Georges Beliaeff  | MoDem | Conseiller municipal de Maurepas                                              |
| 08 |           | Dominique Demai   | UDI   | Conseillère municipale de Louveciennes                                        |

### «Agir pour le 78» (DVG)
| N° | Candidats | Candidats                | Parti | Principale fonction                                                                                |
| -- | --------- | ------------------------ | ----- | -------------------------------------------------------------------------------------------------- |
| 01 |           | Éddie Aït                | PRG   | Conseiller régional d'Île-de-France, conseiller municipal et ancien maire de Carrières-sous-Poissy |
| 02 |           | Isabelle Amaglio-Térisse | PRG   | Conseillère municipale de Sartrouville                                                             |
| 03 |           | Boniface Mpunga          | PRG   | Adjoint au maire de Limay                                                                          |
| 04 |           | Taheroon Ramah           | MDP   | Assistante responsable pédagogique                                                                 |
| 05 |           | David Nauleau            | PRG   | Adjoint au maire des Mureaux                                                                       |
| 06 |           | Audrey Tricoit           | UDE   | Ancienne conseillère municipale de Maurepas                                                        |
| 07 |           | Pierre Souin             | PRG   | Maire de Marcq                                                                                     |
| 08 |           | Françoise Mery           | PRG   | Conseillère municipale de Carrières-sous-Poissy                                                    |

### «Force Yvelines» (DVD)
| N° | Candidats | Candidats                     | Parti | Principale fonction                      |
| -- | --------- | ----------------------------- | ----- | ---------------------------------------- |
| 01 |           | Jacques Myard                 | LR    | Maire de Maisons-Laffitte, ancien député |
| 02 |           | Caroline Bernot-Wallet        | DVD   | Conseillère municipale de Versailles     |
| 03 |           | Sébastien de Larminat         | LR    | Conseiller municipal de Buc              |
| 04 |           | Sandrine Haustraete           | LR    | Conseillère municipale du Vésinet        |
| 05 |           | Jean-Baptiste Noe             | LR    | Conseiller municipal de Montesson        |
| 06 |           | Véronique Clarke de Dromantin | DVD   | Conseillère municipale de Noisy-le-Roi   |
| 07 |           | Jean-Marie Menu               | DVD   | Général                                  |
| 08 |           | Anne-Lise Auffret             | DVD   | Adjoint au maire du Mesnil-le-Roi        |

### «Unis à gauche pour les Yvelines» (PS)
| N° | Candidats | Candidats                | Parti | Principale fonction                                |
| -- | --------- | ------------------------ | ----- | -------------------------------------------------- |
| 01 |           | Sandrine Grandgambe      | PS    | Conseillère municipale de Trappes                  |
| 02 |           | Bertrand Houillon        | PS    | Maire de Magny-les-Hameaux                         |
| 03 |           | Michèle Vitrac-Pouzoulet | PS    | Conseillère municipale de Sartrouville             |
| 04 |           | Jacques Chesnais         | PS    | Conseiller municipal de Marly-le-Roi               |
| 05 |           | Sylvie Magnoux           | PS    | Conseillère municipale de Conflans-Sainte-Honorine |
| 06 |           | Ismaïla Wane             | PS    | Conseillère municipal de Maurepas                  |
| 07 |           | Dominique Francesconi    | PS    | Conseillère municipale d'Épône                     |
| 08 |           | Claude Guilbert          | PS    | Conseiller municipal des Essarts-le-Roi            |

### «EÉLV 78» (EÉLV)
| N° | Candidats | Candidats        | Parti | Principale fonction                              |
| -- | --------- | ---------------- | ----- | ------------------------------------------------ |
| 01 |           | Anny Poursinoff  | EÉLV  | Ancienne conseillère régionale, ancienne députée |
| 02 |           | Gaël Callonnec   | EÉLV  | Conseiller municipal de Conflans-Sainte-Honorine |
| 03 |           | Juliette Sniter  | EÉLV  | Conseillère municipale de Guyancourt             |
| 04 |           | Romain Chiaradia | EÉLV  | Conseiller municipal de Sartrouville             |
| 05 |           | Patricia Charton | EÉLV  | Consultante en systèmes d'information            |
| 06 |           | Gérard Lévy      | EÉLV  | Conseiller municipal des Clayes-sous-Bois        |
| 07 |           | Amitis Messdaghi | EÉLV  | Conseillère municipale de Mantes-la-Ville        |
| 08 |           | Jean Mallet      | EÉLV  | Conseiller régional, maire de Mézy-sur-Seine     |

### «AEL 78 - Avec les élus locaux en Yvelines» (DVD)
| N° | Candidats | Candidats            | Parti | Principale fonction                            |
| -- | --------- | -------------------- | ----- | ---------------------------------------------- |
| 01 |           | Geneviève Salsat     | DVD   | Conseillère municipale de La Celle-Saint-Cloud |
| 02 |           | Jean-Yves Bouhourd   | LR    | Maire de L'Étang-la-Ville                      |
| 03 |           | Sylvie Chedrawi      | DVD   | Conseillère municipale de Noisy-le-Roi         |
| 04 |           | Jean-Claude Ducamp   | DVD   |                                                |
| 05 |           | Béatrice Sainte-Luce | DVD   | Gérante d'une entreprise financière            |
| 06 |           | Yves Buisson         | DVD   |                                                |
| 07 |           | Manuelle Wajsblat    | LR    | Ancienne maire de Saint-Nom-la-Bretèche        |
| 08 |           | Bastien Bordier      | DVD   | Conseiller municipal de Guyancourt             |

### «L'Humain d'abord!» (PCF)
| N° | Candidats | Candidats                | Parti | Principale fonction                       |
| -- | --------- | ------------------------ | ----- | ----------------------------------------- |
| 01 |           | Nelly Dutu               | PCF   | Maire de La Verrière                      |
| 02 |           | Michel Lebouc            | PCF   | Maire de Magnanville                      |
| 03 |           | Bénédicte Bauret         | PCF   | Conseillère municipale de Mantes-la-Ville |
| 04 |           | Luc Miserey              | PCF   | Conseiller municipal de Trappes           |
| 05 |           | Florence Bihet-Lablanche | PCF   | Directrice d'école                        |
| 06 |           | Éric Roulot              | PCF   | Maire de Limay                            |
| 07 |           | Valérie Froberger        | PCF   | Aide soignante                            |
| 08 |           | Christian Bourgoin       | PCF   | Conseiller municipal de La Verrière       |

## Résultats
| Tête de liste                                                            | Tête de liste            | Liste                                       | Voix  | %     | Élus |
| ------------------------------------------------------------------------ | ------------------------ | ------------------------------------------- | ----- | ----- | ---- |
|                                                                          | Gérard Larcher           | Les Républicains (UDI)                      | 1 588 | 57,94 | 5    |
| Une équipe pour toutes les Yvelines                                      |                          |                                             | 1 588 | 57,94 | 5    |
|                                                                          | Martin Lévrier           | La République en marche (MoDem)             | 345   | 12,59 | 1    |
| Ensemble en marche, pour les Yvelines                                    |                          |                                             | 345   | 12,59 | 1    |
|                                                                          | Sandrine Grandgambe      | Parti socialiste                            | 245   | 8,94  | 0    |
| Unis à gauche pour les Yvelines                                          |                          |                                             | 245   | 8,94  | 0    |
|                                                                          | Jacques Myard            | Divers droite (LR)                          | 146   | 5,33  | 0    |
| Force Yvelines                                                           |                          |                                             | 146   | 5,33  | 0    |
|                                                                          | Philippe Geslan          | Mouvement démocrate (UDI)                   | 91    | 3,32  | 0    |
| Nos territoires au coeur du projet national                              |                          |                                             | 91    | 3,32  | 0    |
|                                                                          | Anny Poursinoff          | Écologiste (EÉLV)                           | 85    | 3,10  | 0    |
| EELV 78                                                                  |                          |                                             | 85    | 3,10  | 0    |
|                                                                          | Laurent Morin            | Front national                              | 81    | 2,96  | 0    |
| Liste bleu marine pour la défense de nos communes et de nos départements |                          |                                             | 81    | 2,96  | 0    |
|                                                                          | Geneviève Salsat         | Divers droite (LR)                          | 49    | 1,79  | 0    |
| AEL78 - Avec les élus locaux en Yvelines                                 |                          |                                             | 49    | 1,79  | 0    |
|                                                                          | Philippe Esnol           | Divers (PRG - MoDem - UDI - LREM - PS - LR) | 38    | 1,39  | 0    |
| Ensemble pour notre territoire                                           |                          |                                             | 38    | 1,39  | 0    |
|                                                                          | Jean-François Berçot     | Divers droite (LR - UDI)                    | 38    | 1,39  | 0    |
| Renouveau en Yvelines                                                    |                          |                                             | 38    | 1,39  | 0    |
|                                                                          | Eddie Aït                | Divers gauche (PRG - MdP - UDE)             | 35    | 1,28  | 0    |
| Agir pour le 78                                                          |                          |                                             | 35    | 1,28  | 0    |
|                                                                          | Nelly Dutu               | Parti communiste français                   | 0     | 0,00  | 0    |
| L'Humain d'abord !                                                       |                          |                                             | 0     | 0,00  | 0    |
|                                                                          |                          |                                             |       |       |      |
| Suffrages exprimés                                                       | Suffrages exprimés       | Suffrages exprimés                          | 2 741 | 96,82 |      |
| Votes blancs                                                             | Votes blancs             | Votes blancs                                | 64    | 2,26  |      |
| Votes nuls                                                               | Votes nuls               | Votes nuls                                  | 26    | 0,92  |      |
| Total                                                                    | Total                    | Total                                       | 2 831 | 100   | 6    |
| Abstention                                                               | Abstention               | Abstention                                  | 87    | 2,98  |      |
| Inscrits / participation                                                 | Inscrits / participation | Inscrits / participation                    | 2 918 | 97,02 |      |